# Marcel Debarge
Marcel Debarge est un homme politique français né le 16 septembre 1929 à Courrières (Pas-de-Calais) et mort le 23 décembre 2015 à Soubise (Charente-Maritime). Avant d'entamer une carrière politique, il est militant syndical dans l'Administration des PTT.

## Biographie
Issu d’un milieu populaire, son père est mineur dans le bassin houiller du Pas-de-Calais et sa mère fait des ménages. Il vient avec sa famille habiter Paris pendant la guerre. Très jeune, il fait de nombreux « petits boulots » puis entre aux PTT par concours. Il atteint le grade de « contrôleur des PTT », selon la notice biographique parue dans la presse, quand il est élu sénateur. D'abord dans un syndicat autonome puis à partir de 1958 à la CGT, il est militant syndicaliste aux PTT.
Parallèlement, après avoir sympathisé avec le PSA, puis le PSU, il rejoint la SFIO vers 1966 à la fédération de la Seine alors dirigée par Claude Fuzier. Devenu responsable de la fédération socialiste de la Seine-Saint-Denis (responsabilité qu'il assume jusqu'en 1978), il est, avec le maire d'Épinay-sur-Seine Gilbert Bonnemaison, l'un des hôtes du Congrès d'Épinay où est refondé le Parti socialiste du 11 au 13 juin 1971. Lors de congrès, il est dans la minorité soutenant la motion dite Savary-Mollet avant de se rapprocher du premier secrétaire François Mitterrand à partir de 1977. 
Au sein du PS, il gravit les échelons qui le mènent, après son accession au Comité directeur en 1977, puis du secrétariat national dès le Congrès de Metz en 1979, à en devenir en 1990 le numéro 2 aux côtés du Premier secrétaire Pierre Mauroy. Il y occupe de nombreuses responsabilités : secrétaire national aux entreprises ; puis chargé des relations extérieures (en particulier les relations avec le PCF) ; puis aux fédérations et aux contentieux ; et enfin aux élections. Il négocie avec les partenaires de gauche les alliances préparant les élections municipales de 1989. De 1979 à 1987, il a aussi été vice-président de la FNESR. Ami de François Mitterrand, il aimait l'inviter au restaurant du Pré-Saint-Gervais Le Pouilly-Reuilly.
Après avoir échoué à ravir son siège de députée à la communiste Jacqueline Chonavel aux législatives de 1973,,, il devient maire du Pré-Saint-Gervais aux municipales de 1977, puis sénateur de Seine-Saint-Denis la même année.
En mai-juin 1981, après la victoire de François Mitterrand, il n'est membre que quelques semaines du premier gouvernement Mauroy au poste de secrétaire d’État à la Formation professionnelle avant de devoir céder son siège pour permettre l'entrée des communistes au gouvernement. Le poste sera occupé par Marcel Rigout.
En 1991, il cède son siège au Sénat au maire de Bondy Claude Fuzier pour entrer au gouvernement comme secrétaire d’État au logement du 15 mai 1991 au 2 avril 1992, puis ministre délégué à la coopération et au développement du 2 avril 1992 au 29 mars 1993. Il se représente aux élections sénatoriales de 1995.
Marcel Debarge meurt le 23 décembre 2015 à Soubise, à l'âge de 86 ans,.
Après une carrière à la Poste, sa fille Myriam Debarge devient conseillère municipale de Saint-Jean-d'Angély en 2014 puis maire-adjointe en 2015.

## Mandats électoraux
- Maire du Pré-Saint-Gervais 1977 à 1995
- Sénateur socialiste de Seine-Saint-Denis de 1977 à 1991 puis de 1995 à 2004

## Fonctions ministérielles
- Secrétaire d'État à la Formation professionnelle du 22 mai au 23 juin 1981
- Secrétaire d'État au Logement du 15 mai 1991 au 2 avril 1992
- Ministre délégué à la coopération et au développement du 2 avril 1992 à au 29 mars 1993. C'est dans ces fonctions que l'historien Gérard Prunier a établi qu'il a pu être à l'origine directe du déclenchement du génocide rwandais en appelant en février 1993 à l'organisation d'un front Hutu contre le FPR de Paul Kagamé réfugié en Ouganda qui menaçait le pouvoir hutu de Kigali.  Cette déclaration  a eu pour effet de radicaliser le gouvernement majoritairement hutu vers un "Hutu power" génocidaire . Référence : Web :survie.org ; Document 8, publication du 5 avril 2014 , note de Dominique Pin rédigée le 2 mars 1993 au Président Mitterand sur la visite du ministre Marcel Debarge faite au Rwanda  le 28 février 1993.